# كين يوري
كين يوري (باليابانية: 寄井 憲) (26 أبريل 1984 في اليابان – )؛ هو لاعب كرة قدم ياباني سابق كان يلعب كمدافع.

## وصلات خارجية
- كين يوري على موقع رابطة كرة القدم اليابانية للمحترفين (اليابانية)
- كين يوري على موقع عالم كرة القدم.نت (الإنجليزية)